# Kecamatan Pakuanratu
Kecamatan Pakuanratu är ett distrikt i Indonesien.   Det ligger i provinsen Lampung, i den västra delen av landet, 300 km nordväst om huvudstaden Jakarta.